# 赵玫
赵玫（1954年—），女，满族，天津人，中国作家。自认为“女性作家”，以女性意识写作，如《武则天》、《高阳公主》、《上官婉儿》、《胡蝶》、《阮玲玉》。现为中国作家协会会员，天津市作家协会主席，《文学自由谈》杂志编辑部主任，一级作家，享受国务院特殊津贴，曾当选为第十届、十一届全国人大代表。

## 生平
赵玫1954年出生于天津市，少年时就读于天津市第一中学，1982年毕业于南开大学中文系。1986年起开始发表作品，有《赵玫文集》、《赵玫作品集》8部），长篇小说16部，中、短篇6部，散文随笔集18部。其代表作有散文集《以爱心以沉静》、《从这里到永恒》，历史小说《唐宫女性三部曲》（《武则天》、《高阳公主》、《上官婉儿》）。
2014年1月当选为天津市作协主席。2018年1月，当选第十三届全国政协委员。

## 部分作品

### 长篇小说
《我们家族的女人》、《朗园》、《武则天》、《高阳公主》、《上官婉儿》、《秋天死于冬季》

### 中短篇小说
《太阳峡谷》、《岁月如歌》、《我的灵魂不起舞》

### 散文集
《以爱心以沉静》、《一本打开的书》、《从这里到永恒》、《欲望旅程》、《左岸 左岸》、《戴着镣铐的舞蹈》

### 电视剧本
《阮玲玉》

## 主要荣誉
- 第4届全国少数民族文学奖（《以爱心以沉静》）
- 第6届全国少数民族文学奖（《一本打开的书》）
- 中国作家协会“庄重文文学奖”（1993年）
- 第一届鲁迅文学奖（《从这里到永恒》）